# Cadre-47/2-Europameisterschaft der Junioren 2003/04
Die Cadre-47/2-Europameisterschaft der Junioren 2004 war das 28. Turnier in dieser Disziplin des Karambolagebillards und fand vom 2. bis zum 4. April 2004 in Calais statt. Die Meisterschaft zählte zur Saison 2003/04.

Logo CEB (ausrichtender Verband)

## Geschichte
Nach der Dominanz der Niederländer im Vorjahr waren diesmal die Franzosen bei ihrer Heim-EM die klaren Sieger mit Platz 1–3 und Platz 5.

## Modus
Gespielt wurde eine Vorrunde mit vier 4er-Gruppen im Round-Robin-Modus. Die zwei Gruppenbesten je Gruppe kamen ins Viertelfinale. Danach eine Knock-out-Runde bis 200 Punkte oder 20 Aufnahmen. Platz drei wurde nicht mehr ausgespielt.
Platzierung in den Tabellen bei Punktgleichheit:
1. GD = Generaldurchschnitt
2. HS = Höchstserie

## Vorrunde
| Abschlusstabelle Gruppe A | Abschlusstabelle Gruppe A | Abschlusstabelle Gruppe A | Abschlusstabelle Gruppe A | Abschlusstabelle Gruppe A | Abschlusstabelle Gruppe A | Abschlusstabelle Gruppe A | Abschlusstabelle Gruppe A | Abschlusstabelle Gruppe A |
| Platz                     | Name                      | MP                        | Pkte                      | Aufn.                     | GD                        | BED                       | HS                        |                           |
| ------------------------- | ------------------------- | ------------------------- | ------------------------- | ------------------------- | ------------------------- | ------------------------- | ------------------------- | ------------------------- |
| 1                         | Pierre Soumagne           | 6:0                       | 546                       | 38                        | 14,36                     | 25,00                     | 137                       |                           |
| 2                         | Ian van Krieken           | 4:2                       | 491                       | 30                        | 16,36                     | 18,18                     | 74                        |                           |
| 3                         | Nicky Defraye             | 2:4                       | 468                       | 28                        | 16,71                     | 28,57                     | 123                       |                           |
| 4                         | Philipp Jaklin            | 0:6                       | 147                       | 38                        | 3,86                      | -                         | 22                        |                           |

| Abschlusstabelle Gruppe B | Abschlusstabelle Gruppe B | Abschlusstabelle Gruppe B | Abschlusstabelle Gruppe B | Abschlusstabelle Gruppe B | Abschlusstabelle Gruppe B | Abschlusstabelle Gruppe B | Abschlusstabelle Gruppe B | Abschlusstabelle Gruppe B |
| Platz                     | Name                      | MP                        | Pkte                      | Aufn.                     | GD                        | BED                       | HS                        |                           |
| ------------------------- | ------------------------- | ------------------------- | ------------------------- | ------------------------- | ------------------------- | ------------------------- | ------------------------- | ------------------------- |
| 1                         | Mikael Devogelaere        | 6:0                       | 600                       | 14                        | 42,85                     | 100,00                    | 179                       |                           |
| 2                         | Kai Brezl                 | 4:2                       | 399                       | 41                        | 9,73                      | 10,52                     | 54                        |                           |
| 3                         | Salvador Ortells          | 2:4                       | 375                       | 44                        | 8,52                      | 11,11                     | 44                        |                           |
| 4                         | Roij van Raaij            | 0:6                       | 297                       | 43                        | 6,90                      | -                         | 80                        |                           |

| Abschlusstabelle Gruppe C | Abschlusstabelle Gruppe C | Abschlusstabelle Gruppe C | Abschlusstabelle Gruppe C | Abschlusstabelle Gruppe C | Abschlusstabelle Gruppe C | Abschlusstabelle Gruppe C | Abschlusstabelle Gruppe C | Abschlusstabelle Gruppe C |
| Platz                     | Name                      | MP                        | Pkte                      | Aufn.                     | GD                        | BED                       | HS                        |                           |
| ------------------------- | ------------------------- | ------------------------- | ------------------------- | ------------------------- | ------------------------- | ------------------------- | ------------------------- | ------------------------- |
| 1                         | Julien Rault              | 6:0                       | 596                       | 55                        | 10,83                     | 12,50                     | 58                        |                           |
| 2                         | Rob van Hoek              | 4:2                       | 487                       | 48                        | 10,14                     | 16,66                     | 99                        |                           |
| 3                         | Maarten Janssen           | 2:4                       | 388                       | 54                        | 7,18                      | 13,33                     | 70                        |                           |
| 4                         | Christian Mooren          | 0:6                       | 249                       | 47                        | 5,29                      | -                         | 41                        |                           |

| Abschlusstabelle Gruppe D | Abschlusstabelle Gruppe D | Abschlusstabelle Gruppe D | Abschlusstabelle Gruppe D | Abschlusstabelle Gruppe D | Abschlusstabelle Gruppe D | Abschlusstabelle Gruppe D | Abschlusstabelle Gruppe D | Abschlusstabelle Gruppe D |
| Platz                     | Name                      | MP                        | Pkte                      | Aufn.                     | GD                        | BED                       | HS                        |                           |
| ------------------------- | ------------------------- | ------------------------- | ------------------------- | ------------------------- | ------------------------- | ------------------------- | ------------------------- | ------------------------- |
| 1                         | Steve Dorard              | 4:2                       | 590                       | 30                        | 19,66                     | 40,00                     | 92                        |                           |
| 2                         | Erwin van den Heuvel      | 4:2                       | 595                       | 48                        | 12,39                     | 13,33                     | 70                        |                           |
| 3                         | Davy van Havere           | 4:2                       | 450                       | 38                        | 11,84                     | 18,18                     | 100                       |                           |
| 4                         | Kai Siepmann              | 0:6                       | 266                       | 32                        | 8,31                      | -                         | 42                        |                           |

## Finalrunde
|  | Viertelfinale 200/20 | Viertelfinale 200/20 | Viertelfinale 200/20 | Viertelfinale 200/20 | Viertelfinale 200/20 | Viertelfinale 200/20 |                      |                    | Halbfinale 200/20 | Halbfinale 200/20 | Halbfinale 200/20 | Halbfinale 200/20 | Halbfinale 200/20 | Halbfinale 200/20 |      |       | Finale 200/20 | Finale 200/20 | Finale 200/20 | Finale 200/20 | Finale 200/20 | Finale 200/20 |
|  |                      |                      |                      |                      |                      |                      |                      |                    |                   |                   |                   |                   |                   |                   |      |       |               |               |               |               |               |               |
|  |                      | MP                   | Pkt.                 | Aufn.                | ED                   | HS                   |                      |                    |                   |                   |                   |                   |                   |                   |      |       |               |               |               |               |               |               |
|  |                      | MP                   | Pkt.                 | Aufn.                | ED                   | HS                   |                      |                    |                   |                   |                   |                   |                   |                   |      |       |               |               |               |               |               |               |
|  | Pierre Soumagne      | 0                    | 131                  | 5                    | 26,20                | 72                   |                      |                    |                   |                   |                   |                   |                   |                   |      |       |               |               |               |               |               |               |
|  | Pierre Soumagne      | 0                    | 131                  | 5                    | 26,20                | 72                   |                      | MP                 | Pkt.              | Aufn.             | ED                | HS                |                   |                   |      |       |               |               |               |               |               |               |
|  | Erwin van den Heuvel | 2                    | 200                  | 5                    | 40,00                | 174                  |                      | MP                 | Pkt.              | Aufn.             | ED                | HS                |                   |                   |      |       |               |               |               |               |               |               |
|  | Erwin van den Heuvel | 2                    | 200                  | 5                    | 40,00                | 174                  | Erwin van den Heuvel | 0                  | 197               | 6                 | 32,83             | 94                |                   |                   |      |       |               |               |               |               |               |               |
|  |                      | MP                   | Pkt.                 | Aufn.                | ED                   | HS                   | Erwin van den Heuvel | 0                  | 197               | 6                 | 32,83             | 94                |                   |                   |      |       |               |               |               |               |               |               |
|  |                      | MP                   | Pkt.                 | Aufn.                | ED                   | HS                   |                      | Julien Rault       | 2                 | 200               | 6                 | 33,33             | 64                |                   |      |       |               |               |               |               |               |               |
|  | Julien Rault         | 2                    | 200                  | 12                   | 16,66                | 62                   |                      | Julien Rault       | 2                 | 200               | 6                 | 33,33             | 64                |                   |      |       |               |               |               |               |               |               |
|  | Julien Rault         | 2                    | 200                  | 12                   | 16,66                | 62                   |                      |                    |                   |                   |                   |                   |                   | MP                | Pkt. | Aufn. | ED            | HS            |               |               |               |               |
|  | Kai Brezl            | 0                    | 69                   | 12                   | 5,75                 | 25                   |                      |                    |                   |                   |                   |                   |                   | MP                | Pkt. | Aufn. | ED            | HS            |               |               |               |               |
|  | Kai Brezl            | 0                    | 69                   | 12                   | 5,75                 | 25                   | Julien Rault         | 0                  | 87                | 8                 | 10,87             | 32                |                   |                   |      |       |               |               |               |               |               |               |
|  |                      | MP                   | Pkt.                 | Aufn.                | ED                   | HS                   | Julien Rault         | 0                  | 87                | 8                 | 10,87             | 32                |                   |                   |      |       |               |               |               |               |               |               |
|  |                      | MP                   | Pkt.                 | Aufn.                | ED                   | HS                   |                      | Mikael Devogelaere | 2                 | 200               | 8                 | 25,00             | 160               |                   |      |       |               |               |               |               |               |               |
|  | Mikael Devogelaere   | 2                    | 200                  | 7                    | 28,57                | 111                  |                      | Mikael Devogelaere | 2                 | 200               | 8                 | 25,00             | 160               |                   |      |       |               |               |               |               |               |               |
|  | Mikael Devogelaere   | 2                    | 200                  | 7                    | 28,57                | 111                  |                      | MP                 | Pkt.              | Aufn.             | ED                | HS                |                   |                   |      |       |               |               |               |               |               |               |
|  | Rob van Hoek         | 0                    | 124                  | 7                    | 17,71                | 92                   |                      | MP                 | Pkt.              | Aufn.             | ED                | HS                |                   |                   |      |       |               |               |               |               |               |               |
|  | Rob van Hoek         | 0                    | 124                  | 7                    | 17,71                | 92                   | Mikael Devogelaere   | 2                  | 200               | 5                 | 40,00             | 172               |                   |                   |      |       |               |               |               |               |               |               |
|  |                      | MP                   | Pkt.                 | Aufn.                | ED                   | HS                   | Mikael Devogelaere   | 2                  | 200               | 5                 | 40,00             | 172               |                   |                   |      |       |               |               |               |               |               |               |
|  |                      | MP                   | Pkt.                 | Aufn.                | ED                   | HS                   |                      | Steve Dorard       | 0                 | 31                | 5                 | 6,20              | 29                |                   |      |       |               |               |               |               |               |               |
|  | Steve Dorard         | 2                    | 200                  | 3                    | 66,66                | 135                  |                      | Steve Dorard       | 0                 | 31                | 5                 | 6,20              | 29                |                   |      |       |               |               |               |               |               |               |
|  | Steve Dorard         | 2                    | 200                  | 3                    | 66,66                | 135                  |                      |                    |                   |                   |                   |                   |                   |                   |      |       |               |               |               |               |               |               |
|  | Ian van Krieken      | 0                    | 147                  | 3                    | 49,00                | 121                  |                      |                    |                   |                   |                   |                   |                   |                   |      |       |               |               |               |               |               |               |
|  | Ian van Krieken      | 0                    | 147                  | 3                    | 49,00                | 121                  |                      |                    |                   |                   |                   |                   |                   |                   |      |       |               |               |               |               |               |               |

## Endergebnis
| MP    | Match Points (Sieger = 2; Unentschieden = 1; Verlierer = 0) |
| Pkte. | Erzielte Karambolagen                                       |
| Aufn. | Benötigte Versuche                                          |
| GD    | Generaldurchschnitt                                         |
| BED   | Bester Einzeldurchschnitt eines Spielers                    |
| HS    | Höchstserie                                                 |
|       | Bester GD des Turniers                                      |
|       | Bester ED des Turniers                                      |
|       | Beste HS des Turniers                                       |
|       | 1. Platz (Gold)                                             |
|       | 2. Platz (Silber)                                           |
|       | 3. Platz (Bronze)                                           |

| Finale                     | 1  | Mikael Devogelaere   | 12:0 | 1200 | 34 | 35,29 | 100,00 | 179 |
| Finale                     | 2  | Julien Rault         | 10:2 | 1083 | 81 | 13,37 | 33,33  | 64  |
| Halb- finale               | 3  | Steve Dorard         | 6:4  | 821  | 38 | 21,60 | 40,00  | 135 |
| Halb- finale               | 3  | Erwin van den Heuvel | 6:4  | 992  | 59 | 16,81 | 40,00  | 174 |
| Viertel- finale            | 5  | Pierre Soumagne      | 6:2  | 677  | 43 | 15,74 | 25,00  | 137 |
| Viertel- finale            | 6  | Ian van Krieken      | 4:4  | 632  | 33 | 19,15 | 18,18  | 121 |
| Viertel- finale            | 7  | Rob van Hoek         | 4:4  | 611  | 55 | 11,10 | 16,66  | 99  |
| Viertel- finale            | 8  | Kai Brezl            | 4:4  | 468  | 53 | 8,83  | 10,52  | 54  |
| Gruppen- phase             | 9  | Davy van Havere      | 4:2  | 450  | 38 | 11,84 | 18,18  | 100 |
| Gruppen- phase             | 10 | Nicky Defraye        | 2:4  | 468  | 28 | 16,71 | 28,57  | 123 |
| Gruppen- phase             | 11 | Salvador Ortells     | 2:4  | 375  | 44 | 8,52  | 11,11  | 44  |
| Gruppen- phase             | 12 | Maarten Janssen      | 2:4  | 388  | 54 | 7,18  | 13,33  | 70  |
| Gruppen- phase             | 13 | Kai Siepmann         | 0:6  | 266  | 32 | 8,31  | -      | 42  |
| Gruppen- phase             | 14 | Roij van Raaij       | 0:6  | 297  | 43 | 6,90  | -      | 80  |
| Gruppen- phase             | 15 | Christian Mooren     | 0:6  | 249  | 47 | 5,29  | -      | 41  |
| Gruppen- phase             | 16 | Philipp Jaklin       | 0:6  | 147  | 38 | 3,86  | -      | 22  |
| Turnierdurchschnitt: 12,63 |    |                      |      |      |    |       |        |     |